# ZEE
ZEE（ジー）は、1983年にリチャード・ライトとデイヴ・ハリスによって結成されたイギリスのバンドである。1984年、グループは彼らの最初にして唯一のアルバム『アイデンティティー』をレコーディングした。1年後に、バンドは解散している。

## メンバー
- リチャード・ライト (Richard Wright) - ボーカル、キーボード、ドラム、シンセサイザー
- デイヴ・ハリス (Dave Harriss) - ボーカル、ギター、キーボード、シンセサイザー

## ディスコグラフィ

### アルバム
- 『アイデンティティー』 - Identity (1984年、Harvest)